# Centar za napredno računanje i modeliranje Sveučilišta u Rijeci
Centar za napredno računanje i modeliranje (eng. Center for advanced computing and modelling), provodi multidisciplinarna znanstvena istraživanja kroz upotrebu naprednih rješenja visokih performansi temeljenih na CPU i GPGPU poslužiteljskim tehnologijama i tehnologijama za pohranu podataka. Centar je osnovan 2010 godine na Sveučilištu u Rijeci, Republika Hrvatska.

## Ustroj Centra
- Laboratorij za računalne i mrežne tehnologije
- Laboratorij za e-learning i e-business
- Laboratorij za obradu signala i komunikacijske tehnologije
- Laboratorij za AI tehnologije i modeliranje
- Laboratorij za napredne CAE sustave

## Vanjske poveznice
- Mrežne stranice - Centar za napredno računanje i modeliranje